# Тасырхой
Тасырхой — село в Борзинском районе Забайкальского края в составе сельского поселения «Приозёрное».

## География
Расположено в западной части района примерно в 28 километрах по прямой на запад от районного центра города Борзи.

## Климат
Климат резко континентальный с жарким летом и холодной солнечной и малоснежной зимой. Средняя температура в июле +16 ÷ +20°С, в январе −26 ÷ −28 °С. Ср. кол-во осадков не превышает 350 мм/год, особенно засушливы весна и начало лета. Продолжительность вегетационного периода до 150 дней и более.

## Население
Постоянное население в 2002 году 77 человек (91% буряты), в 2010 году 34 человека.